# Comuna 1 (Cali)
La Comuna 1 de Cali está localizada al occidente del área urbana sobre el Piedemonte de la Cordillera Occidental, entre las cuencas de los ríos Cali y Aguacatal. Limita al norte con los Corregimientos de El Saladito, La Castilla, Montebello y Golondrinas; al nororiente con la Comuna 2; al sur con la Comuna 19 y el Corregimiento de Los Andes; y al occidente con el Corregimiento de El Saladito.
La Comuna 1 hace parte del Distrito de Ladera.
En los aspectos socioeconómicos en la comuna 1 la mayoría de sus habitantes hace parte de la Economía informal, y sus hogares son de estratos bajo-bajo (40%), bajo (45%), medio (15%).

## Barrios
La Comuna I está conformada por cuatro barrios reconocidos por la alcaldía de Santiago de Cali:
- Aguacatal
- Terrón Colorado
- Vista Hermosa
- Patio Bonito

Está compuesta por varios sectores o barrios los cuales son: Terrón Colorado I y II, Palermo y su sector de la Fortuna; Alto Aguacatal y sus sectores; Mata de Guadua, La Estatua, La Paz, La Gracia, La Playita, Puente Azul; Vista Hermosa y sus sectores Las Fresas, Patio Bonito, Los Lotes, El Reten, La Berraquera; Bajo Aguacatal, Palmas I y II, La Legua, Urbanización Aguacatal y Villa del Mar. 

### Barrio Aguacatal
El oeste de Cali, en especial el barrio Aguacatal es uno de los sectores con mejor clima para vivir de toda la ciudad, gracias a su cercanía a la cordillera y a que por él, atraviesa el río Aguacatal, hay infinidad de árboles y naturaleza, el clima es bastante fresco, en comparación al resto de la ciudad.
Cabe resaltar, que en los últimos años se han venido llevando a cabo varias mejoras en todo el sector del aguacatal, pavimentación de la vía principal, complementación del Masivo de occidente (MIO) con su ruta alimentadora "A06", también se resalta que varias constructoras muy reconocidas de la ciudad, se han fijado en el oeste de Cali, en especial en el barrio Aguacatal, para llevar a cabo, nuevos proyectos de vivienda, conjuntos cerrados, apartamentos, etc.
Se divide en tres sectores: Alto Aguacatal, Bajo Aguacatal y Urbanización Aguacatal.